# Jana Mrázková
Jana Mrázková (geborene Dočekalová, * 20. März 1940 in Brünn) ist eine ehemalige tschechische Eiskunstläuferin, die im Einzellauf für die Tschechoslowakei startete.
Mrázková nahm im Zeitraum von 1956 bis 1965 an allen Europameisterschaften teil. Vor der Heim-Europameisterschaft 1958 wurde bekannt, dass sie die erste Frau sei, die den dreifachen Salchow ausführt. 1961 in Berlin gelang ihr der Gewinn der Bronzemedaille hinter der Niederländerin Sjoukje Dijkstra und der Österreicherin Regine Heitzer. Bei ihren drei Weltmeisterschaftsteilnahmen im Zeitraum von 1960 bis 1963 war ihr bestes Ergebnis der sechste Rang, den sie 1960 erreichte. Mrázková repräsentierte die Tschechoslowakei bei zwei Olympischen Spielen. 1960 in Squaw Valley wurde sie Vierte, 1964 in Innsbruck belegte sie den 25. Platz. Sie wurde trainiert von Hilda Múdra.

## Ergebnisse
| Wettbewerb / Jahr       | 1960 | 1961 | 1962 | 1963 | 1964 | 1965 |
| ----------------------- | ---- | ---- | ---- | ---- | ---- | ---- |
| Olympische Winterspiele | 4.   |      |      |      | 25.  |      |
| Weltmeisterschaften     | 6.   |      | 7.   | 8.   |      |      |
| Europameisterschaften   | 5.   | 3.   | 8.   | 4.   | 10.  | 8.   |